# 利波韋 (馬爾基夫卡區)
49°33′41″N 39°46′58″E / 49.56139°N 39.78278°E
利波韋（烏克蘭語：Липове）是位於烏克蘭東部的村莊，由盧甘斯克州舊比利斯克區的馬爾基夫卡市鎮負責管轄。該村始建於1921年，面積0.26平方公里，海拔高度178米，2001年人口14，人口密度每平方公里53.6人。